# The Greatest Songs Ever Written (By Us)
The Greatest Songs Ever Written (By Us) is een "greatest hits" verzamelalbum van de punkband NOFX, uitgegeven op 9 november 2004 door Epitaph Records. Het album bevat allemaal reeds uitgegeven liedjes, waarvan sommige zijn geremasterd of opnieuw zijn opgenomen, behalve het nummer "Wore Out the Soles of My Party Boots" dat een nooit eerder uitgegeven nummer is.

## Nummers
1. "Dinosaurs Will Die"
2. "Linoleum"
3. "Bob"
4. "The Separation of Church And Skate"
5. "Murder the Government"
6. "Bleeding Heart Disease"
7. "Bottles To The Ground"
8. "180 Degrees"
9. "Party Enema"
10. "What's The Matter With Kids Today"
11. "Reeko"
12. "Stickin In My Eye"
13. "All Outta Angst"
14. "Leave It Alone"
15. "Green Corn"
16. "The Longest Line"
17. "Thank God It's Monday"
18. "The Idiots Are Taking Over"
19. "Don't Call Me White"
20. "Day To Daze"
21. "Soul Doubt"
22. "Philthy Phil Philanthropist"
23. "Shut Up Already"
24. "It's My Job To Keep Punk Rock Elite"
25. "Franco Un-American"
26. "Kill All The White Man"
27. "Wore Out The Soles Of My Party Boots"